# Summer Stock
Summer Stock (także If You Feel Like Singing) – amerykański musical z 1950 roku.

## Obsada
- Judy Garland jako Jane Falbury
- Gene Kelly jako Joe D. Ross
- Gloria DeHaven jako Abigail Falbury
- Marjorie Main jako Esme
- Phil Silvers jako Herb Blake
- Eddie Bracken jako Orville Wingait
- Ray Collins jako Jasper G. Wingait
- Nita Bieber jako Sarah Higgins
- Carleton Carpenter jako Artie
- Hans Conried jako Harrison I. Keath